# Tom Kennedy
Tom Kennedy (San Luis, Misuri, 21 de agosto de 1960) es un bajista y contrabajista estadounidense de jazz y jazz fusion.

## Biografía
Hijo de un trompetista profesional, Tom Kennedy fue todo un niño prodigio. Se había iniciado en el contrabajo a la edad de 9 años, y poco después ya era uno de los músicos más solicitados en la escena local de su localidad de origen, St. Louis. Antes de cumplir 18 años, Kennedy contaba con un currículum realmente envidiable, que incluía actuaciones al lado de gigantes como Dizzy Gillespie, Sonny Stitt, Stan Kenton, James Moody, Barney Kessel, Eddie Harris, George Russel, Nat Adderly, Peter Erskine, Bill Watrous o Freddie Hubbard.
El interés de Kennedy se había dirigido hacia el jazz acústico hasta que con 17 años descubre el bajo eléctrico, quedando inmediatamente fascinado por las posibilidades que el nuevo instrumento adquiría en las manos de Larry Graham, Louis Johnson o Stanley Clarke. A partir de entonces los intereses del músico quedarían divididos entre el jazz más tradicional y el fusion-funk contemporáneo.
En 1984 se dirige a Nueva York donde enseguida se hace un hueco como bajista y contrabajista. Junto a Dave Weckl (también originario de St. Louis) y el guitarrista Bill Connors forma un power trio llamado "Step It". Peter Erskine lo presenta a Mike Mainieri quien lo acepta como bajista de su banda Steps Ahead. En esa época también conoce a la cantante y pianista brasileña Tania Maria, con quien comienza una relación profesional que duraría cerca de 10 años. Otros artistas con los que trabaja Kennedy en esta época son Don Grolnick, Steve Kahn, Randy Brecker, Benny Green, Bucky Pizzarelli, Al DiMeola, Steve Ferrone, Junior Cooke, por citar solo unos pocos.
Tom Kennedy figura en los créditos de todos y cada uno de los álbumes del baterista Dave Weckl, desde "Master Plan" (su debut en 1990) hasta el más reciente "Multiplicity". En 1997 edita su primer álbum como solista, que cuenta con colaboradores de tan alto nivel como Dave Weckl, Tania Maria, Sammy Figueroa o su hermano Ray Kennedy y que es un buen ejemplo de su versatilidad como compositor y como ejecutante. En 2004 edita un segundo trabajo a su nombre, esta vez en la esfera del jazz acústico, llamado Bassics, y continua con su apretada agenda al lado de músicos como Mike Stern o proyectos como la Birdland Big Band.

## Estilo y valoración
Claro heredero de la escuela Pastorius, con un sonido más moderno y sofisticado así como de una técnica exquisita, Tom Kennedy está considerado como uno de los más grandes bajistas de jazz de la escena contemporánea. Su potente groove y su característico fraseo solista, más cercano desde el punto de vista armónico a los instrumentos de viento que al del bajo eléctrico, son patentes en el enorme número de grabaciones que Tom Kennedy ha llevado a cabo a lo largo y ancho del globo. El músico es un auténtico maestro y un verdadero virtuoso tanto en el Bajo eléctrico como en el contrabajo y una figura absolutamente de referencia en la escena contemporánea.
Tom Kennedy usa instrumentos Fodera y amplificadores Markbass.

## Colaboraciones
Entre los artistas que han contado con Tom Kennedy para sus grabaciones o giras encontramos a Dizzy Gillespie, Sonny Stitt, Stan Kenton, James Moody, Barney Kessel, Eddie Harris, George Russel, Nat Adderly, Peter Erskine, Bill Watrous, Freddie Hubbard, Dave Weckl, Tania Maria, Don Grolnick, Steve Kahn, Randy Brecker, Benny Green, Bucky Pizzarelli, Al DiMeola, Steve Ferrone, Junior Cooke, Michael Brecker, Mike Stern, Ernie Watts, Lee Ritenour, Dave Grusin, David Sanborn, Joe Sample, Patrick Leonard, Steve Lukather, Steve Gadd, Phil Woods, Dave Liebmann, Steve Grossman,Luis Conte,Simon Phillips, Virgil Donati, Vinnie Colaiuta 
Leer en otro idioma
Watch this page
], Don Alias, Patti Austin, Bobby McFerrin o Rosemary Clooney.

## Discografía seleccionada

### En Solitario
- 1997 - Basses Loaded
- 2004 - Bassics

### Con Dave Weckl / Dave Weckl Band
- 1990 – Master Plan (GRP records)
- 1992 – Heads Up (GRP records)
- 1994 – Hard Wired (GRP records)
- 1998 – Rhythm of the Soul (Stretch records)
- 1999 – Synergy (Stretch records)
- 2000 – Transition (Stretch records)
- 2001 – The Zone (Stretch records)
- 2002 – Perpetual Motion (Stretch records)
- 2003 – Live (And Very Plugged In) (Stretch records)
- 2005 – Multiplicity (Stretch records)